# Vallon de la Montagnolle
Ne doit pas être confondu avec Montagnole ou Montagnol.
Le vallon de la Montagnolle est un vallon situé sur la commune du Monêtier-les-Bains dans le département français des Hautes-Alpes en région Provence-Alpes-Côte d'Azur. Son altitude minimale est d'environ 2 100 mètres et son altitude maximale est de 2 830 mètres.

## Géographie
Le vallon communique par le col des Grangettes (2 684 m) avec le vallon de Chambran.